# Saltaire
Saltaire är ett viktorianskt mönstersamhälle i Bradford i West Yorkshire i England, vid floden Aire och Leeds and Liverpool Canal. Samhället är ett världsarv och en punkt längs European Route of Industrial Heritage.

## Historia

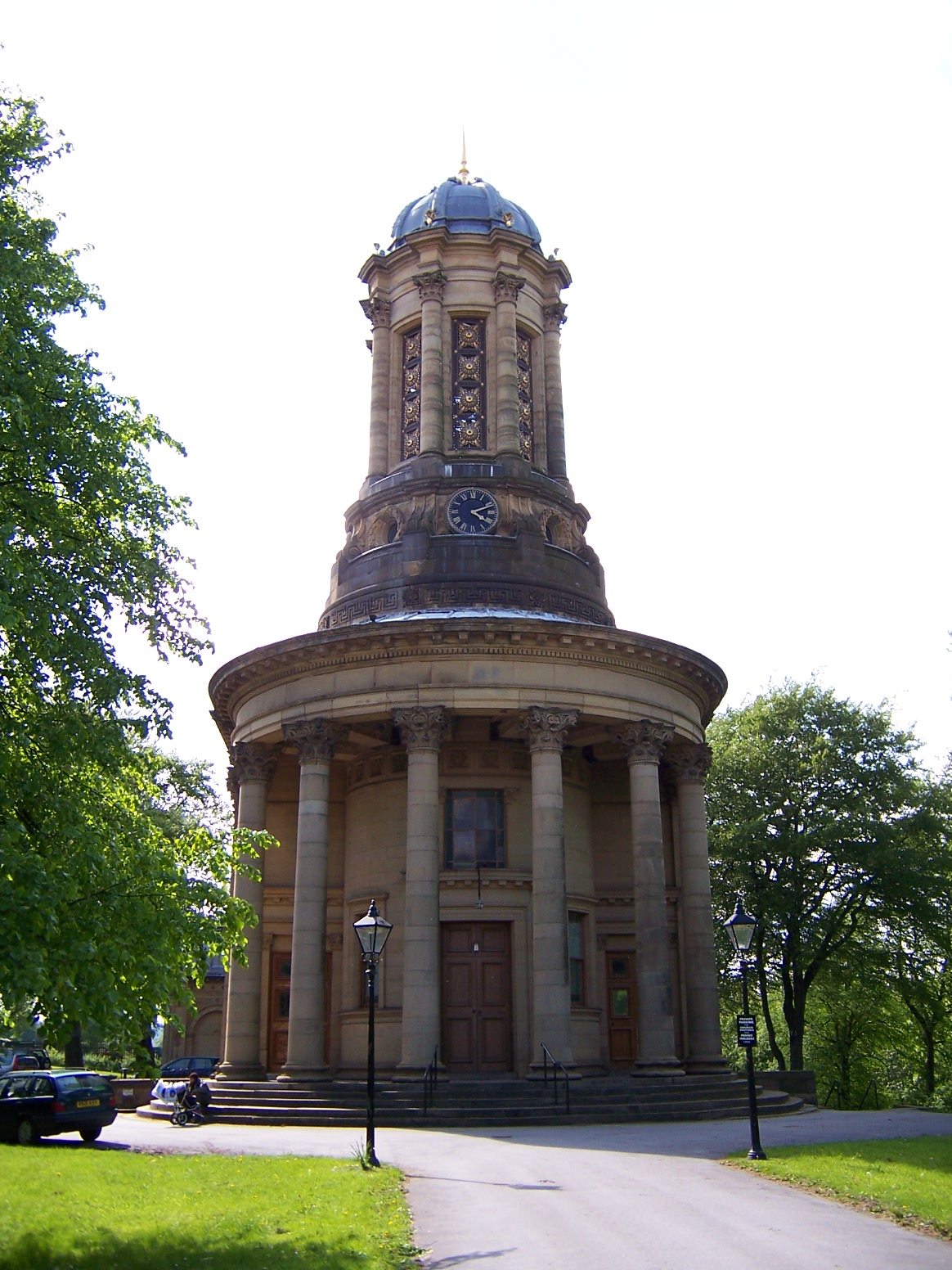
United Reformed Church.

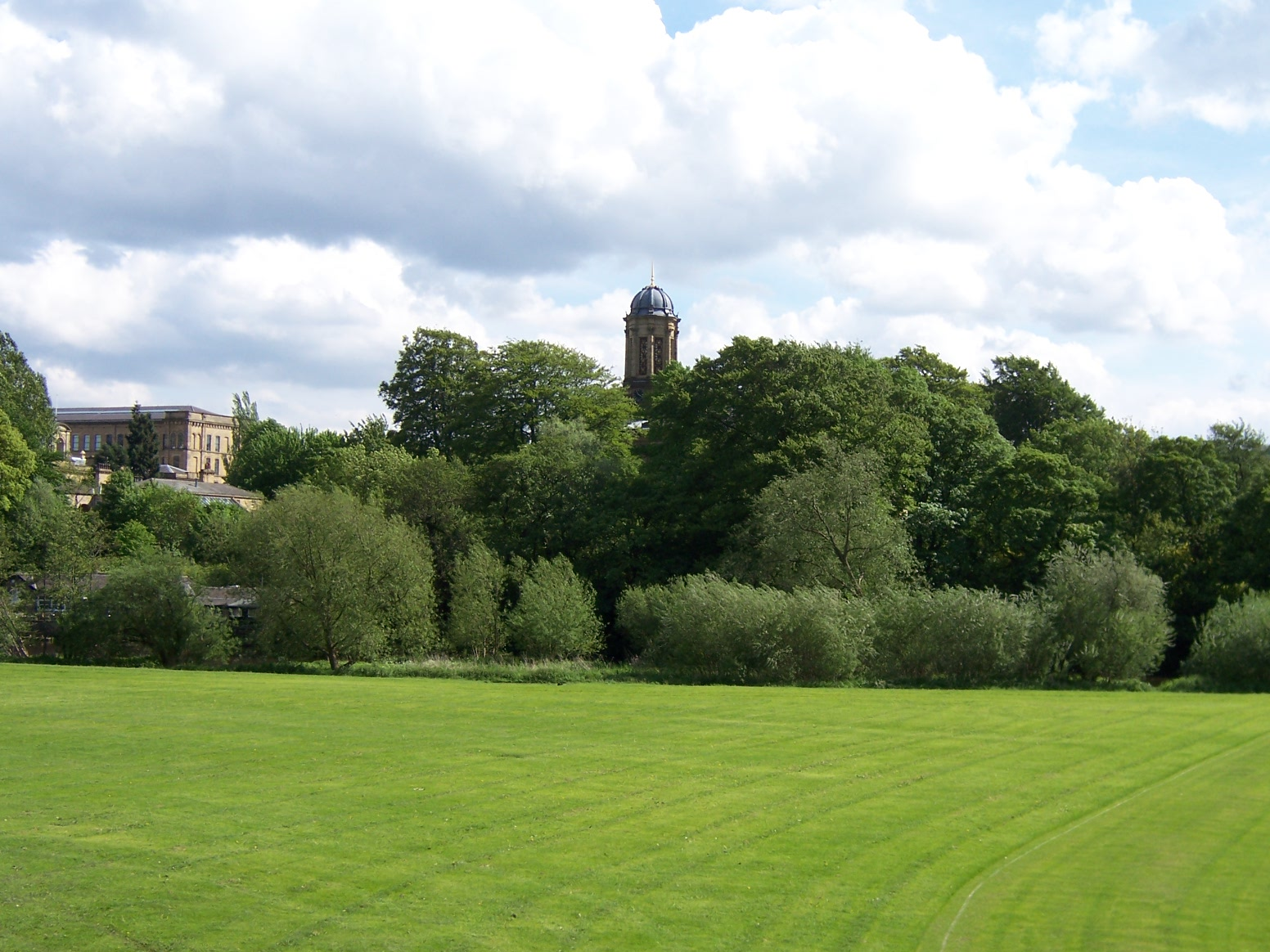
Roberts Park.

Saltaire grundades av sir Titus Salt 1853. Han flyttade hela sin verksamhet från Bradford till ett industriområde nära Shipley, delvis för att det gav en bättre situation för hans anställda än som kunde ges i Bradford och delvis för att anlägga sin stora textilfabrik intill en kanal och järnväg. Salt anlitade arkitektfirman Lockwood and Mawson för jobbet.
Ett liknande projekt hade påbörjats ett par år tidigare av Edward Ackroyd vid Copley, även detta i West Yorkshire. Andra mönstersamhällen fanns långt före Saltaire. Ett exempel är Robert Owens samhälle New Lanark i Skottland, som också är ett världsarv.
Salt byggde välgjorda stenhus (mycket bättre än slummen i Bradford), tvätthus med rinnande vatten, badhus, ett sjukhus samt ett rekreations- och utbildningsinstitut med bibliotek, läsrum, konsertsal, biljardrum, laboratorium och en gymnastikhall. Samhället hade också ett fattighus, koloniträdgårdar, en park och ett båthus.
Sir Titus dog 1876 och är begravd i ett mausoleum i anslutning till kongregationalistkyrkan. När sir Titus Salts son, även han med namnet sir Titus Salt, dog, togs Saltaire över av ett partnerskap vilket inkluderade James Roberts från Haworth som hade jobbat i kvarnen sedan 12 års ålder och som kom att resa till Ryssland varje år och talade ryska flytande. Han kom att äga Saltaire men investerade stort i Ryssland, något som innebar stora förluster vid revolutionen där 1917. Han skänkte pengar till en professur i ryska vid Leeds universitet och köpte prästgården i Haworth, där familjen Brontë bott, för att skänka den till nationen. Han nämns i T.S. Eliots Det öde landet. Han är begravd i Fairlight i East Sussex.

## Saltaire idag

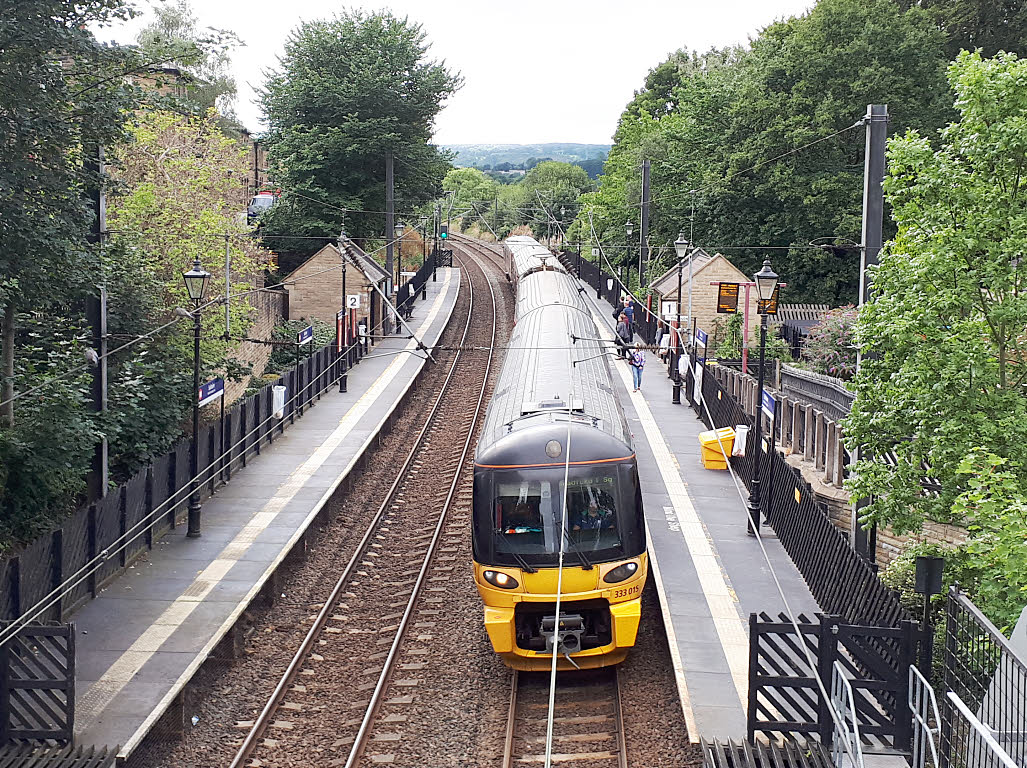
Järnvägsstationen i Saltaire.

I december 2001 upphöjdes Saltaire till världsarv. Samhället är utomordentligt välbevarat, men är något påverkat av trafiken genom Airedalen. Parken behöver också restaureras då den lidit av vandalisering.
Byggnaderna som tillhör mönstersamhället är individuellt listade på Statutory List of Buildings of Special Architectural or Historic Interest, med den högsta skyddsnivån given till kongregationalistkyrkan (sedan 1972 känd som United Reformed Church) som är satt till grad I.
Victoria Hall (ursprungligen Saltaire Institute) används för möten och konserter och huserar Victorian Reed Organ Museum.
Saltaire Festival, som hölls första gången 2003 för att fira byns 150-årsjubileum, hålls nu varje år en vecka i september/oktober.

## Bruket idag
Numera innehåller bruket en mängd olika företag, handel, nöje och bostäder.
I huvudbyggnaden finns:
- 1853-galleriet: flera stora rum där målningar, teckningar, fotomontage och scenerier av den Bradfordfödde konstnären David Hockney visas.
- Industriföretag, bland annat elektroniktillverkaren Pace Micro Technology.
- En mängd butiker, restauranger och caféer.

"Nya bruket" på andra sidan kanalen används som bostäder men också som kontor av National Health Service Trusts.

## Andra viktorianska mönstersamhällen
- Woodlands
- Port Sunlight
- Ackroyden
- Stewartby
- Champagnole
- Bournville
- New Lanark